# Северная Америка
Се́верная Аме́рика (англ. North America, фр. Amérique du Nord, исп. América del Norte, Norteamérica, аст. Ixachitlān Mictlāmpa) — один из шести материков планеты Земля, расположенный на севере Западного полушария Земли, занимающий 1/6 часть суши и имеющий наибольшее количество островов.
Площадь материковой Северной Америки — 20 360 000 км², а с учётом островов — 24 365 000 км². К островам Северной Америки относятся Гренландия, Канадский Арктический архипелаг, Вест-Индия, Алеутские острова и другие.
Население Северной Америки составляет ~579 млн человек, что составляет 7 % от населения мира. В пределах материка часто выделяют Североамериканский регион, объединяющий США, Канаду, Гренландию, Сен-Пьер и Микелон и Бермуды. Северная Америка, как и Австралия, является материком, где нет стран без выхода к морю.

## Этимология
Считается, что Америка была названа в честь флорентийского путешественника Америго Веспуччи немецкими картографами Мартином Вальдземюллером и Матиасом Рингманном. Веспуччи, который исследовал Южную Америку между 1497 и 1502 годами, был первым европейцем, предположившим, что Америка — это не Ост-Индия, а новый неизвестный континент. В 1507 году Вальдземюллер составил карту мира, где он нанёс название «Америка» на Южно-Американский континент в районе нынешней Бразилии. Он объяснил название в книге Cosmographiae Introductio, прилагавшейся к карте:

Сегодня эти части света (Европа, Африка и Азия) уже полностью исследованы, а четвёртая часть света открыта Америго Веспуччи. И так как Европа и Азия названы именами женщин, то я не вижу препятствий к тому, чтобы назвать эту новую область Америгой, Землёй Америго, или Америкой, по имени мудрого мужа, открывшего её.
Оригинальный текст (лат.)Nunc vero et hae partes sunt latius lustratae et alia quarta pars per Americum Vesputium (ut in sequentibus audietur) inventa est, quam non video cur quis iure vetet ab Americo inventore sagacis ingenii viro Amerigem quasi Americi terram sive Americam dicendam: cum et Europa et Asia a mulieribus sua sortita sunt nomina.

Позднее, когда на картах появилась Северная Америка, это название распространилось и на неё: в 1538 году Герард Меркатор использовал топоним «Америка» для обозначения всего западного полушария на карте мира.
Некоторые исследователи утверждают, что в то время не было принято называть открываемые земли по имени (за исключением королевских особ), а только по фамилии. Таким образом, теория происхождения названия от имени Америго Веспуччи является спорной. Альфред Хадд предложил в 1908 году теорию, согласно которой континент назван в честь валлийского купца Ричарда Америке из Бристоля, который, как полагают, финансировал экспедицию Джона Кабота, открывшего в 1497 году Ньюфаундленд. Ещё одна гипотеза гласит, что Америка была названа в честь испанского моряка с древним вестготским именем Амаирик. Название «Америка» может уходит корнями и в языки индейцев.

## География

### Расположение
Северная Америка омывается с запада Тихим океаном с Беринговым морем, заливами Аляска и Калифорнийским, с востока Атлантическим океаном с морями Лабрадор, Карибским, заливами Святого Лаврентия и Мексиканским, с севера — Северным Ледовитым океаном с морями Бофорта, Баффина, Гренландским и Гудзоновым заливом. Полностью расположена в Северном полушарии.
С запада отделена от Евразии Беринговым проливом. На юге соединена с Южной Америкой Панамским перешейком. Оба материка составляют часть света Америка. 
В состав Северной Америки включают также многочисленные острова: Гренландия, Канадский арктический архипелаг, Алеутские острова, остров Ванкувер, архипелаг Александра и др. Площадь Северной Америки вместе с островами — 24,2 млн км², без островов — 20,4 млн км².
Крайние точки Северной Америки:
- Северная точка — мыс Мёрчисон, 71°50′ с. ш. 94°45′ з. д.HGЯO
- Южная точка — мыс Марьято, 7°12′ с. ш. 80°52′ з. д.HGЯO
- Западная точка — мыс Принца Уэльского, 65°35′ с. ш. 168°05′ з. д.HGЯO
- Восточная точка — мыс Сент-Чарльз (мыс), 52°24′ с. ш. 55°40′ з. д.HGЯO

Протяжённость Северной Америки с севера на юг и с запада на восток превышает 8000 км. Этот материк также имеет большую протяжённость береговой линии, достигающей 60 тыс. км длины.

### Геология
Древний материк Лаврентия сложил ядро Северной Америки в период от 1,5 до 1 млрд лет назад в протерозойском эоне. Между поздним палеозоем и ранним мезозоем Северная Америка, как и другие современные континенты, отделилась от суперконтинента Пангеи.

#### Геология Канады
Канада является одним из старейших геологических регионов мира, более половины её территории сложено из докембрийских пород, которые были над уровнем моря с начала палеозойской эры. Минеральные ресурсы Канады очень разнообразны и обширны. Канадский щит, находящийся на севере континента, располагает запасами руд железа, никеля, цинка, меди, золота, свинца, молибдена и урана. В Арктике не так давно были также открыты значительные концентрации алмазов, что делает Канаду одним из крупнейших в мире поставщиков алмазов. На протяжении всего Канадского щита располагается множество шахтёрских городов по добыче полезных ископаемых. Крупнейший и самые известные из них — Грейтер-Садбери в провинции Онтарио. Месторождения Садбери являются исключением из нормального процесса образования минералов, так как существуют веские доказательства того, что Садберийский бассейн образовался на месте древнего метеоритного кратера. Рядом расположена менее известная Магнитная аномалия Темагами, имеющая поразительное сходство с Садберийским бассейном, что позволяет предполагать о наличии здесь второго кратера, столь же богатого металлическими рудами.

#### Геологические провинции США
Объединение из 48 штатов США, лежащее южнее Канады, может быть разделена на примерно пять физико-географических провинций:
- Кордильеры
- Канадский щит
- Стабильная платформа
- Прибрежная равнина
- Аппалачский пояс складкообразования.

Геология Аляски относится к Кордильерам, в то время как крупные острова штата Гавайи образованы неогеновыми вулканами, расположенными над горячей точкой.

#### Геология Центральной Америки
Центральная Америка является достаточно геологически активной с происходящими время от времени землетрясениями и извержениями вулканов. В 1976 году Гватемала пострадала от сильного землетрясения, в котором погибли 23 000 человек; Манагуа, столица Никарагуа, разрушалась землетрясениями в 1931 и 1972 годах, в последнем случае погибло около 5000 человек; три землетрясения опустошили Сальвадор, одно — в 1986 году, и два — в 2001. В 2009 году землетрясение разрушило северную и центральную области Коста-Рики, погибли по меньшей мере 34 человека, а также в Гондурасе как следствие мощного землетрясения 2009 года погибли 7 человек.
В регионе нередки извержения вулканов. В 1968 году проснулся вулкан Ареналь в Коста-Рике, из-за извержения которого погибло 87 человек. Плодородные почвы от выветривания вулканических лав позволяют поддерживать высокую плотность населения в плодородных сельскохозяйственных горных районах.
Центральная Америка имеет много горных хребтов, самыми протяжёнными являются Сьерра-Мадре-де-Чьяпас, Кордильера-Изабелла и Кордильера-де-Таламанка. Между хребтами лежат плодородные долины, которые подходят для жизни людей, и где в настоящее время проживает большинство населения Гондураса, Коста-Рики и Гватемалы. Климат и почвы долин также пригодны для производства кофе, фасоли и других культур.
Береговые хребты протянулись на западе Северной Америки. На востоке горная система Аппалачи. Это очень древние, разрушающиеся горы. Существуют такие горные хребты как Сьерра Невада, Каскадные горы, Скалистые горы.

### Рельеф
Лаврентийская возвышенность соответствует материковой части Канадского щита. Особенности её рельефа связаны с длительной денудацией и ледниковой обработкой. Полого-волнистая поверхность возвышенности имеет высоты 1537—6100 метров.
Центральные равнины соответствуют части плиты Северо-Американской платформы. Высота 200—500 м. Рельеф эрозионный и слабоволнистый, а в северной части рельеф ледниковый с моренными грядами и зандровыми полями. В южной части этого рельефа находятся лесовые покровы. К таким возвышенностям относится возвышенность Озарк (высота около 760 м) и низкогорье Уошито (до 884 м), представляющее собой складчатое основание эпигерцинской платформы.
Великие равнины являются предгорным плато Кордильер. Высота 500—1500 м. Появились в эпоху ларамийской складчатости, из-за накопления продуктов разрушения Кордильер и последующего поднятия поверхности. Геоморфологическое строение достаточно сложное, имеются коренные, моренные, флювиогляциальные и лёссовые четвертичные породы.
Береговые низменности соответствуют эпигерцинской платформе на юге материка. Высота не выше 200 метров. В тыловых частях множество эрозионных форм, в прибрежной зоне — бары, лагуны, песчаные пляжи, косы, плоские низкие террасы.
Наивысшая точка Северной Америки — гора Денали (до 2015 года называлась Мак-Кинли) — 6190 м, самая низкая — Долина Смерти — 86 м ниже уровня моря.
Горы
- Скалистые горы
- Каскадные горы
- Береговые хребты
- Сьерра-Невада
- Аппалачи
- Кордильеры

### Климат
См. Биоклиматический закон Хопкинса
Климатические условия Северной Америки исключительно разнообразны. Это «самый северный» континент Земли, ближе всего подходящий к полюсу, в то же время, протянувшийся более чем на 7 тысяч километров с севера на юг. Материк расположен во всех климатических поясах планеты, исключая экваториальный пояс. Из-за такого разнообразия типов климата в Северной Америке есть почти все природные зоны Земли, а живая природа материка отличается исключительным многообразием видов растений и животных.
Климат материка — от арктического на крайнем севере до субэкваториального в Центральной Америке и Вест-Индии, в прибрежных районах — океанический, во внутренних — континентальный. Средние температуры января возрастают от −36 °C (на севере Канадского Арктического архипелага) до 20 °C (на юге Флориды и Мексиканского нагорья), июля — от 4 °C на севере Канадского Арктического архипелага до 32 °C на юго-западе США. Наибольшее количество осадков выпадает на Тихоокеанском побережье Аляски и Канады и на северо-западе США (2000—3000 мм в год); юго-восточные районы материка получают 1000—1500 мм, Центральные равнины — 400—1200 мм, межгорные долины субтропических и тропических районов Кордильер — 100—200 мм. К северу от 40—44° с. ш. зимой складывается устойчивый снежный покров. Лето тёплое, с редкими ливнями, засухами и суховеями.

#### Арктический климат
Арктический климат характерен для островов Канадского Арктического архипелага, Гренландии и северной части Аляски. Голые каменистые арктические пустыни на юге покрыты мхами и лишайниками, на севере скрыты под толстыми покровными ледниками. Зимы исключительно суровы: температуры, в среднем, — от −32 °C до −40 °C и ниже во внутренних районах Гренландии. Осадков выпадает очень мало — менее 250—100 мм в год. Лето почти не наступает, только в самые жаркие месяцы года температура воздуха поднимается выше 0 °C.

#### Субарктический климат
Субарктический климатический пояс располагается в северной и центральной части Канады и в центральной и южной части Аляски. Здесь представлены природные зоны тундры и лесотундры. Лето очень короткое, снега тают в июне, а тёплая погода держится около месяца. За полярным кругом наступает полярная ночь и полярный день. С продвижением на север осадков выпадает всё меньше — от 500 до 100 мм в год. Зимой температуры опускаются от −24 до −40 °C. Зимы суровы и продолжительны. Максимум осадков приходится на лето, когда над регионом господствует умеренная воздушная масса. Летом температура поднимается от 0 до +16 °C на юге.

#### Умеренный климат
Умеренный пояс — самый обширный климатический пояс Северной Америки, занимающий северную и центральную часть Соединённых Штатов и южную часть Канады. Умеренный пояс также делится на три подпояса. Наиболее мягким из них является западный. За счёт тёплого Северо-Тихоокеанского течения здесь выпадает большое количество осадков, преимущественно приходящихся на зиму. Самое большое количество снега, установленное на материке, выпало за год именно здесь — в районе вулкана Рейнир (США) — за зиму 1971—72 гг. и составило 31 102 мм. В среднем, осадков здесь выпадает от 2000 до 3000 мм. Лето достаточно прохладное с температурами +8 — +16 °C. Зимы относительно умеренного климата тёплые от 0 до −16 °C на севере. Центральный сектор значительно более суровый. Здесь наблюдается континентальный и резко континентальный типы климата, в отличие от морского на западе. Количество осадков, в среднем, — от 250 до 500 мм в год. За счёт большого количества ясных дней в году (из-за удалённости от океана) здесь наблюдаются очень большие годовые амплитуды температур — от +16 — +24 °C летом до −8 — −32 °C зимой. На севере располагается природная зона тайги, достаточно резко переходящей в степи. Из-за очень резкого климата лиственные леса здесь занимают небольшие территории. Восточный сектор находится под влиянием муссонов. Осадков здесь выпадает от 2000 мм на берегу Атлантического океана до 500—1000 мм внутри материка. Здесь тёплое лето +16 — +24 °C и прохладная, но тоже относительно тёплая снежная зима с температурами от 0 до −16 °C. Север занят бореальными (северными) лесами, или тайгой, юг — смешанными и широколиственными лесами.

#### Субтропический климат
Субтропический климатический пояс находится на территории северной части Мексики и южной части США. На этом материке он занимает очень большую площадь, однако, по этим же причинам — из-за большой протяжённости с запада на восток — не все его районы благоприятны для проживания. Пояс можно также разделить на три подпояса. Западный протянулся тонкой полоской по тихоокеанскому побережью — в предгорьях Кордильер. Здесь расположены природные зоны смешанных лесов (на севере) и жестколистных вечнозелёных лесов и кустарников (на юге). Здесь наблюдается жаркое лето со средними температурами от +16 до +24 °C и прохладная зима +8 — 0°С. Осадков выпадает от 500 до 2000 мм, их количество растёт с юга на север. Центральный или континентальный сектор характеризуется неблагоприятными климатическими условиями. Большие площади сектора заняты Кордильерами, на равнинах образуются пустыни. Здесь господствуют сухие континентальные воздушные массы, осадков выпадает мало — от 100 до 500 мм в год. Температура воздуха колеблется от +32 — +16°С летом до +8 −8°С зимой. Для центральных субтропиков США и Мексики насущной проблемой сегодня является разрастание пустынь и иссушение климата. При движении на восток пустыни переходят в степи и лесостепи. Восточный подпояс находится под влиянием муссонов. Осадков здесь выпадает очень много более 1000—2000 мм в год, местами это вызывает заболачивание местности. Влажный климат способствует произрастанию переменно влажных лесов. Здесь наблюдается жаркое лето (+32 °C и выше) и тёплая зима с температурами от 0 до +24°С (во Флориде).

#### Тропический климат
Тропический климат характерен для большей части Центральной Америки. В нём выделяется три области по распределению осадков на его территории. Западная область (Тихоокеанское побережье южной Мексики) занята переменно влажными лесами. Осадки выпадают на наветренных склонах Кордильер, их количество доходит до 2000 мм в год. Центральная область занята саваннами и пустынями. Находясь под влиянием континентальных тропических воздушных масс, он испытывает недостаток в количестве выпадаемых осадков, также задерживаемых склонами Кордильер. Температуры здесь несколько ниже из-за большой высоты местности над уровнем моря. Летом от +16 до +32 °C (в зависимости от высоты), зимой — от +8 до +24°С соответственно. Осадков выпадает от 500 до 250 мм и менее.
Субэкваториальный пояс Северной Америки занимает очень небольшую площадь на самом юге континента, располагаясь на Панамском перешейке. Пояс занят природной зоной переменно влажных лесов, а также саванн и редколесий на западе. Здесь сохраняется постоянно жаркая погода как летом, так и зимой, с температурами выше +20 °C. Максимум осадков приходится на лето. Осадков здесь выпадает 2000-3000 мм в год и более.

### Гидрография
В Северной Америке довольно много и рек, и озёр: Миссисипи с притоком Миссури, а наибольшее скопление пресной воды находится в районе Великих американских озёр. Территория континента орошается неравномерно, благодаря как климатическим, так и орографическим особенностям.
Огромную водную систему образуют Великие озёра и река Святого Лаврентия, которая соединяет их с Атлантическим океаном.
Реки Северной Америки принадлежат к бассейнам Тихого, Северного Ледовитого и Атлантического океанов; некоторые из них имеют внутренний сток. Большинство впадают в Атлантический океан.
Большая часть рек Северной Америки имеет большое транспортное и гидроэнергетическое значение.
В разных частях материка находятся разные типы водных систем с неодинаковыми речными режимами. Они зависят от особенностей климата и орографических условий.

#### Реки
- Миссисипи
- Миссури
- Маккензи
- Колумбия
- Саскачеван
- Юкон
- Колорадо
- Рио-Гранде
- Усумасинта

#### Озёра
- Великие озёра
  - Верхнее
  - Эри
  - Гурон
  - Мичиган
  - Онтарио
- Большое Медвежье озеро
- Большое Невольничье озеро
- Большое Солёное озеро
- Виннипег
- Крейтер

### Фауна
Фауна большей, внетропической части материка имеет значительное сходство с фауной соответствующих частей Евразии, что явилось следствием существования сухопутных связей между материками и позволяет объединять эти территории в одну крупную зоогеографическую область Голарктику. Наряду с этим, некоторые специфические особенности фауны дают основание рассматривать северно-американскую часть как самостоятельную Неарктическую область и противопоставлять её Палеарктической области Евразии. Характерные животные тундровой зоны: северный олень (карибу), белый медведь, песец, лемминг, полярный заяц, полярная сова, полярная куропатка. Овцебык встречается только на севере Канадского Арктического архипелага и Гренландии. Наиболее типичные представители тайги: бобр, американский соболь, вапити, бурый медведь, канадская рысь, древесный дикобраз, росомаха, ондатра, куница илька, красная белка, большая летяга. Численность животных, особенно пушных, резко сократилась.
Ещё более пострадала фауна смешанных и широколиственных лесов, включавшая ряд оригинальных видов (например, виргинский олень, скунс, серая лисица, звездонос, красная рысь, серая белка, из птиц — вилохвостый лунь, дикая индейка). Чаще встречаются хомяки, землеройки, лесные сурки. В субтропиках, на юго-востоке материка, наряду с животными, общими с подзоной широколиственных лесов, встречаются представители тропической фауны — аллигатор, аллигаторовые черепахи, ибисы, фламинго, пеликаны, колибри, Каролинский попугай. Сильно истреблены животные степей и лесостепей: бизон (сохранился только в заповедниках), антилопа вилорог, длинноухий олень мазама (сохранился в горах), волк койот, лисица прерий; значительно многочисленней грызуны: суслики, луговые собачки, степные хорьки, барсук, мешётчатая крыса, и птицы: земляная сова, луговой тетерев и другие. Для горно-лесных ландшафтов Кордильер характерны толсторогий баран, медведь гризли, снежный козёл. На пустынно-степных плоскогорьях многочисленны пресмыкающиеся, в том числе ядовитые гремучая змея и ящерица ядозуб, ящерица фринозома, стенной удав и некоторые другие. В Центральной Америке, Вест-Индии, отчасти на юге Мексиканского нагорья преобладают тропические животные, в том числе южноамериканские — ящеры, броненосцы, обезьяны, летучие мыши, колибри, попугаи, черепахи, крокодилы и другие.

## История открытия и исследования Северной Америки
Около 1000 лет назад материка достигают древние жители Скандинавии — викинги.
В 982 году Эрик Рыжий был изгнан из исландской колонии за совершённое им убийство. Он услышал рассказы о землях, лежавших на расстоянии около 1000 километров от Исландии. Туда он и отправился вместе с небольшим отрядом. После трудного плавания ему удалось достигнуть этой земли. Эрик назвал это место Гренландией («зелёная страна»). В 986 году Эрик собрал группу викингов, которые обосновались на открытом им острове.
Сын Эрика Лейф Счастливый отправился ещё дальше и достиг полуострова Лабрадор.
12 октября 1492 года Христофор Колумб открыл остров, названный «Сан-Сальвадор», один из Багамских островов. Но материковый берег Центральной Америки он открыл только в 1502 году.
В мае 1497 года Джон и Себастьян Каботы отплыли из порта Бристоля на судне «Мэттью». В конце июня они высадились на острове, названном Ньюфаундленд, приняв его за Азию, и продолжали плавание вдоль побережья к востоку от залива Святого Лаврентия. Проплавав вдоль берега около месяца и обнаружив крупные запасы рыбы, они взяли обратный курс.
В 1512 году Понсе де Леон открыл полуостров Флориду; в 1513 году Бальбоа с одной высоты Панамского перешейка увидел Тихий Океан. Грихальва в 1515 году открыл восточный берег Мексики, или Новую Испанию, которая потом в 1519—1521 годах была завоевана Фернандо Кортесом.
Первый французский корабль, посланный для открытия новых земель в Северной Америке, отправился в 1524 году под начальством флорентийца Джиованни Верраццани, который обошёл восточный берег Северной Америки от Флориды до Акадии.
В апреле 1534 года, отплыв из города Сен-Мало, француз Жак Картье через 20 дней достиг острова Ньюфаундленд и, обогнув остров, через пролив Бен-Иль вошёл в залив Святого Лаврентия. Составив карты местности, Картье вернулся во Францию. В 1535 году три корабля Картье вновь подошли к Ньюфаундленду. Он обогнул с севера остров Антикости и вошёл в устье реки Святого Лаврентия. Наняв проводников-гуронов, француз повёл корабли по реке и вскоре прибыл к месту, которое индейцы называли Стадакона (теперь там расположен город Квебек).
В начале октября французы прибыли в поселение ирокезов Ошелага. Картье поднялся на возвышавшуюся над деревней гору, которую назвал Мон-Руаяль («Королевская гора»). С горы были видны пороги, которые не позволяли судам подниматься выше по реке. Картье вернулся в Стадакону. Французы зазимовали здесь, построив форт.
В 1541 году началось третье плавание Картье. Он должен был основать в исследованных им землях колонии под общим названием Новая Франция. Но задумка не удалась. Путешественник вернулся во Францию, попал там в немилость и умер в забвении в 1557 году.
Уже в 1577 году англичанин Фробишер прошёл через один из входов в Гудзонов залив, и с этого времени начался длинный ряд экспедиций для исследования арктических берегов Северной Америки. В 1585—1586 годах Джон Дейвис обошёл западный берег Гренландии, открыл залив Камберленд Баффиновой Земли, подробно обследовал североамериканское побережье и определил точное местонахождение Гудзонова пролива; в 1609—1611 годах Гудзон исследовал северо-восточный и восточный берега Северной Америки; в 1611—1615 годах Баффин и другие проникли в Баффинов залив.
В 1608 году Самуэль де Шамплейн на месте деревни Стадакона основал город Квебек, а в 1611 году вблизи поселения Ошелага — Монреаль.
В 1542—1543 годах испанец Хуан Родригес Кабрильо отплыл из современной Мексики на север для исследования побережья Калифорнии.
В 1728 году Витус Беринг в ходе Первой Камчатской экспедиции доказал (для остального мира) существование пролива между Азией и Северной Америкой. За 80 лет до Беринга в 1648 году через пролив прошёл казак Дежнёв, но детали его похода стали известны только в 1737 году после изучения архивов якутского острога Герхардом Миллером.
В середине XVIII века состоялось открытие северо-западного побережья материка во время Великой Северной экспедиции. В июле 1741 года команда корабля «Святой Пётр» под командованием Витуса Беринга увидела американское побережье примерно на 58° с. ш., а корабль «Святой Павел» под командованием Алексея Чирикова подошёл к американским берегам чуть южнее — близ 55° с. ш.
Северо-западные берега Северной Америки, начиная с 1775 года, исследовали испанцы Хуан Айала, Франсис, де ла Бодега-и-Квадра, британский мореплаватель Джеймс Кук в 1777—1778 годах. Макензи в 1789 году достиг устья названной по его имени реки, а в 1786 году Лаперуз и в 1792—94 Ванкувер сняли на карту северо-западный берег.
Путешествие испанца Эрнандо де Сото в 1539—1543 годах в земли, омываемые рекою Миссисипи, было первой экспедицией вглубь Северной Америки. В 1540—1542 Франциско Васкес де Коронадо возглавил другую испанскую экспедицию на север из Мексики. В 1673 году Луи Жоллье, торговец мехом французского происхождения, и Жак Маркет, французский миссионер, достигли слияния рек Аркансас и Миссисипи, где узнали от индейцев, что Миссисипи впадает в Мексиканский залив, а не в Тихий океан. В 1682 году француз де Ла Саль достиг устья реки Миссисипи. В 1804—1806 годах американская экспедиция Льюиса и Кларка исследовала новые земли на западе США («Луизианскую покупку»).

## Государства и территории Северной Америки

### Независимые государства
| Государство               | Площадь (км²) | Население (2023) | Плотность населения (чел./км²) | Столица       |
| ------------------------- | ------------- | ---------------- | ------------------------------ | ------------- |
| Антигуа и Барбуда         | 442           | 101 489          | 229,6                          | Сент-Джонс    |
| Багамы                    | 13 943        | 358 508          | 25,7                           | Нассау        |
| Барбадос                  | 430           | 303 431          | 705,7                          | Бриджтаун     |
| Белиз                     | 22 966        | 419 137          | 18,2                           | Бельмопан     |
| Гаити                     | 27 750        | 11 470 261       | 413,3                          | Порт-о-Пренс  |
| Гватемала                 | 108 889       | 17 980 803       | 165,1                          | Гватемала     |
| Гондурас                  | 112 492       | 9 571 352        | 85,0                           | Тегусигальпа  |
| Гренада                   | 344           | 114 299          | 332,3                          | Сент-Джорджес |
| Доминика                  | 751           | 74 656           | 99,4                           | Розо          |
| Доминиканская Республика  | 48 671        | 10 790 744       | 221,7                          | Санто-Доминго |
| Канада                    | 9 984 670     | 38 516 736       | 3,9                            | Оттава        |
| Коста-Рика                | 51 100        | 5 256 612        | 102,9                          | Сан-Хосе      |
| Куба                      | 109 886       | 10 985 974       | 100,0                          | Гавана        |
| Мексика                   | 1 964 375     | 129 875 529      | 66,1                           | Мехико        |
| Никарагуа                 | 130 373       | 6 359 689        | 48,8                           | Манагуа       |
| Панама                    | 75 417        | 4 404 108        | 58,4                           | Панама        |
| Сальвадор                 | 21 041        | 6 602 370        | 313,8                          | Сан-Сальвадор |
| Сент-Люсия                | 539           | 167 591          | 310,9                          | Кастри        |
| Сент-Винсент и Гренадины  | 389           | 100 804          | 259,1                          | Кингстаун     |
| Сент-Китс и Невис         | 261           | 54 817           | 210,0                          | Бастер        |
| Соединённые Штаты Америки | 9 629 091     | 339 665 118      | 35,3                           | Вашингтон     |
| Тринидад и Тобаго         | 5130          | 1 407 460        | 274,4                          | Порт-оф-Спейн |
| Ямайка                    | 10 991        | 2 820 982        | 256,7                          | Кингстон      |

### Сравнительная характеристика стран
| Государство | Столица   | Территория, км2 | Население, чел. | Объём ВВП (номинал), $ млрд. |
| ----------- | --------- | --------------- | --------------- | ---------------------------- |
| Канада      | Оттава    | 9 984 670       | 38 014 184      | 1904                         |
| Мексика     | Мехико    | 1 964 375       | 128 649 565     | 2616                         |
| США         | Вашингтон | 9 629 091       | 328 239 523     | 21428                        |

### Зависимые территориии колонии
- Виргинские Острова (США)
- Ангилья  (Великобритания)
- Аруба  (Нидерланды)
- Бермуды  (Великобритания)
- Нидерланды Бонайре, Синт-Эстатиус и Саба
- Виргинские Острова (Великобритания)
- Гваделупа (Франция)
- Гренландия  (Дания)
- Острова Кайман  (Великобритания)
- Клиппертон  (Франция)
- Кюрасао (Нидерланды)
- Мартиника  (Франция)
- Монтсеррат (Великобритания)
- США Навасса
- Пуэрто-Рико  (США)
- Сен-Бартелеми  (Франция)
- Сен-Мартен  (Франция)
- Сен-Пьер и Микелон (Франция)
- Синт-Мартен  (Нидерланды)
- Теркс и Кайкос  (Великобритания)